# ناوتو آرای
ناوتو آرای (ژاپنی: 新井 直人؛ زادهٔ ۷ اکتبر ۱۹۹۶) یک بازیکن فوتبال اهل ژاپن است.
از باشگاه‌هایی که در آن بازی کرده‌است می‌توان به باشگاه فوتبال آلبیرکس نیگاتا و باشگاه فوتبال سرزو اوساکا اشاره کرد.